# Баратаевка (Новосибирская область)
Баратаевка — деревня в Болотнинском районе Новосибирской области России. Административный центр Баратаевского сельсовета.

## География
Площадь деревни — 65 гектар

## История
Основана в 1907 г. В 1926 году посёлок Баратаевский состоял из 38 хозяйств, основное население — русские. В составе Болотнинского сельсовета Болотнинского района Томского округа Сибирского края.

## Население
| 2002 | 2007 | 2010 |
| ---- | ---- | ---- |
| 547  | ↘539 | ↘520 |

## Инфраструктура
В деревне по данным на 2007 год функционируют 1 учреждение здравоохранения, 2 образовательных учреждения.